# 重庆高速公路
| 年份 | 通车里程 | 通车里程 | 通车里程 | 通车里程 |
| 年份 | 新增     | 累计     | 全国排名 | 增长率   |
| ---- | -------- | -------- | -------- | -------- |
| 1998 |          | 157 km   | 23       |          |
| 1999 | -23 km   | 134 km   | 24       | -14.65%  |
| 2000 | 65 km    | 199 km   | 25       | 48.51%   |
| 2001 | 121 km   | 320 km   | 23       | 60.80%   |
| 2002 | 79 km    | 399 km   | 23       | 24.69%   |
| 2003 | 181 km   | 580 km   | 19       | 45.36%   |
| 2004 | 134 km   | 714 km   | 19       | 23.10%   |
| 2005 | 34 km    | 748 km   | 21       | 4.76%    |
| 2006 | 30 km    | 778 km   | 21       | 4.01%    |
| 2007 | 271 km   | 1049 km  | 20       | 34.83%   |
| 2008 | 116 km   | 1165 km  | 20       | 11.06%   |
| 2009 | 412 km   | 1577 km  | 20       | 35.36%   |
| 2010 | 284 km   | 1861 km  | 20       | 18.01%   |
| 2011 | 0 km     | 1861 km  | 23       | 0.00%    |
| 2012 | 48 km    | 1909 km  | 24       | 2.58%    |
| 2013 | 403 km   | 2312 km  | 23       | 21.11%   |
| 2014 | 89 km    | 2401 km  | 23       | 3.85%    |
| 2015 | 124 km   | 2525 km  | 25       | 5.16%    |
| 2016 | 292 km   | 2817 km  | 25       | 11.56%   |
| 2017 | 206 km   | 3023 km  | 25       | 7.31%    |
| 2018 | 73 km    | 3096 km  | 25       | 2.41%    |
| 2019 | 137 km   | 3233 km  | 25       | 4.43%    |
| 2020 | 169 km   | 3402 km  | 25       | 5.23%    |
| 2021 | 437 km   | 3839 km  | 24       | 12.85%   |
| 2022 | 163 km   | 4002 km  | 24       | 4.25%    |

重庆高速公路是中国西南地区和长江上游地区重要的交通网络。重庆第一条高速成渝高速公路于1990年9月开工，1995年9月通车。截至2018年底重庆市高速公路通车里程已经达到3096公里，对外通道达19个，基本建成以重庆主城区为中心、遍布全市的的三环十二射高速公路网。2022年12月30日，重庆实现“县县通高速”目标，重庆市高速公路通车总里程正式突破4000公里。规划到2035年，全市形成“四环二十二射六十联线”的高速公路网布局。
重庆市地处四川盆地东部，地形复杂，高速公路建设难度较其他地区更大，有大量的特大桥梁及特长隧道，如渝湘高速武隆－白马段，桥隧比达97.4%。对于重庆主城区的射线高速，重庆在主城区内通过修建了总长近900公里的“六横、七纵、一环、七联络”快速路网来衔接。

## 发展历史
- 重庆市第一条高速公路成渝高速公路于1990年9月开工，1995年7月1日建成通车。
- 2002年12月，上界高速公路建成通车，全长75公里的内环高速公路全部建成。
- 2003年12月26日，随着渝万高速公路长寿至万州段通车，重庆“一环四射”高速路路网规划基本形成[5]。
- 2005年1月6日，重庆市人民政府第47次常务会审议通过了《重庆市高速公路网规划（2003-2020年）》。
- 2007年底，渝遂高速公路通车，标志着重庆市高速公路通车里程正式突破1000公里，达到1049公里。路网密度当时位居西部第一，达到1.3公里/百平方公里[7]。
- 2010年初，内环高速公路所有收费站拆除，同时，名称由重庆内环高速公路更名为重庆内环快速公路。
- 2010年，提前10年建成“二环八射”2000公里高速公路的目标，搭建起“畅通重庆”的主骨架。每百平方公里密度达2.4公里，重庆的省际出口达到10个（其中四川6个、湖北2个、湖南1个、贵州1个）。
- 2011年，重庆高速集团按照市委、市政府要求，全面开建新千公里高速公路[8]。
- 2012年底，重庆市高速公路“三环十射”高速路网大规模开工[9]。
- 2013年，重庆市高速公路在本年度通车403公里，总通车里程2312公里[10]。
- 2014年，重庆市人民政府批复了《重庆市高速公路网规划（2013-2030年）》[11]。重庆市启动了“第四个新千公里”高速公路项目建设，首批4个项目秀山—贵州松桃、江津—贵州习水、合川—长寿、南川—涪陵新妙—两江新区于当年开工[12]。
- 2017年12月26日，随着万利高速、九永高速通车，重庆市高速公路通车里程突破3000公里[13]。
- 2018年5月，重庆召开交通重难点项目推介会，宣布将开启总里程为1398公里的25个高速公路项目，总投资约2400亿元[14]。
- 2018年12月28日，作为国家取消高速公路省界站试点工作，川渝取消10处省界收费站[註 1]以提高高速公路通行效率[15]。
- 2019年8月20日，市长唐良智主持召开重庆市政府第60次常务会议，审议通过《重庆市高速公路网规划（2019-2035年）》[16]。
- 2023年6月2日，重庆市人民政府批复了《重庆市高速公路网规划（2023-2035年）》[4]。

## 现状
重庆高速公路网络已基本建成以重庆主城区为中心的重庆三环十二射，三环指内环快速路、绕城高速公路和三环高速公路，十二射分别是重庆至成都（含复线）、遂宁、南充、广安、达州、宜昌（沪渝与沪蓉组成）、安康（石渝与银百组成）、长沙、贵阳、习水、泸州的12条高速通道。
重庆高速公路中，内环快速路与绕城高速范围内（不含）的各射线高速公路为免费通行，包括各区县过境高速公路在内的其余大部分为收费高速公路。

## 规划布局
根据《重庆市高速公路网规划（2023-2035年）》显示，规划形成“四环二十二射六十联线”高速公路网布局，总里程约8500公里。
| 重庆市高速公路网规划“四环二十二射六十联线”布局图 |                                                  |                                                                                    |                 |      |
| 走向及序号                                       | 路线名称                                         | 主要控制点                                                                         | 规划里程 （km） | 备注 |
| 总计                                             | 总计                                             | 总计                                                                               | 8501            |      |
| 环线高速：                                       | 环线高速：                                       | 环线高速：                                                                         | 1047            |      |
| 一环                                             | 内环高速公路                                     | 渝北、江北、南岸、巴南、大渡口、九龙坡、沙坪坝、渝北                               | 75              |      |
| 二环                                             | 绕城高速公路                                     | 北碚、渝北 、江北、南岸、巴南、江津、九龙坡、沙坪坝、北碚                          | 187             |      |
| 三环                                             | 第二绕城高速公路                                 | 合川、北碚、渝北、巴南、江津、璧山、北碚、合川                                     | 285             |      |
| 四环                                             | 重庆都市圈环线高速公路                           | 合川、北碚、渝北、长寿、涪陵、武隆、南川、万盛、綦江、江津、永川、大足、铜梁、合川 | 500             |      |
| 射线高速：                                       | 射线高速：                                       | 射线高速：                                                                         | 3354            |      |
| 一射                                             | 重庆九龙坡至四川成都高速公路（成渝高速）         | 九龙坡、璧山、永川、荣昌                                                           | 114             |      |
| 二射                                             | 重庆沙坪坝至四川成都高速公路（渝蓉高速）         | 沙坪坝、璧山、铜梁、大足                                                           | 79              |      |
| 三射                                             | 重庆北碚至四川安岳高速公路（渝铜安高速）         | 北碚、璧山、铜梁、潼南                                                             | 70              |      |
| 四射                                             | 重庆沙坪坝至四川遂宁高速公路（渝遂高速）         | 沙坪坝、璧山、铜梁、潼南                                                           | 112             |      |
| 五射                                             | 重庆渝北至四川武胜高速公路（渝武高速）           | 渝北、北碚、合川                                                                   | 93              |      |
| 六射                                             | 重庆北碚至四川广安高速公路（渝广高速）           | 北碚、合川                                                                         | 70              |      |
| 七射                                             | 重庆江北至四川邻水高速公路（渝邻高速）           | 江北、渝北                                                                         | 53              |      |
| 八射                                             | 重庆渝北至湖北宜昌高速公路（渝宜高速）           | 渝北、江北、长寿、垫江、梁平、万州、云阳、奉节、巫山                               | 448             |      |
| 九射                                             | 重庆巴南至湖北巴东高速公路                       | 巴南、长寿、涪陵、丰都、忠县、万州、云阳、奉节、巫山                               | 424             |      |
| 十射                                             | 重庆南岸至陕西安康高速公路                       | 南岸、涪陵、丰都、石柱、忠县、万州、开州、城口                                     | 415             |      |
| 十一射                                           | 重庆巴南至湖南张家界高速公路（渝湘复线）         | 巴南、南川、武隆、彭水、酉阳                                                       | 340             |      |
| 十二射                                           | 重庆巴南至湖南长沙高速公路（渝湘高速）           | 巴南、南川、武隆、彭水、黔江、酉阳、秀山                                           | 352             |      |
| 十三射                                           | 重庆巴南至贵州遵义高速公路（渝黔复线）           | 巴南、万盛、綦江                                                                   | 82              |      |
| 十四射                                           | 重庆巴南至贵州贵阳高速公路（渝黔高速）           | 巴南、綦江                                                                         | 102             |      |
| 十五射                                           | 重庆巴南至贵州赤水高速公路                       | 巴南、綦江、江津                                                                   | 66              |      |
| 十六射                                           | 重庆江津至四川泸州高速公路（渝泸高速）           | 江津                                                                               | 48              |      |
| 十七射                                           | 重庆江津至四川泸州北线高速公路                   | 九龙坡、江津、永川                                                                 | 67              |      |
| 十八射                                           | 重庆九龙坡至四川泸州高速公路                     | 九龙坡、江津、璧山、永川                                                           | 69              |      |
| 十九射                                           | 重庆南岸至湖北利川高速公路                       | 南岸、巴南、涪陵、丰都、石柱                                                       | 204             |      |
| 二十射                                           | 渝北至长寿高速公路（渝长复线）                   | 江北、渝北、长寿                                                                   | 44              |      |
| 二十一射                                         | 北碚至合川高速公路（渝武复线）                   | 北碚、合川                                                                         | 39              |      |
| 二十二射                                         | 重庆北碚至四川大英高速公路                       | 北碚、铜梁 、潼南                                                                  | 63              |      |
| 联线高速：                                       | 联线高速：                                       | 联线高速：                                                                         | 4100            |      |
| 一联                                             | 潼南至荣昌高速公路                               | 潼南、大足、荣昌                                                                   | 139             |      |
| 二联                                             | 重庆合川至四川安岳高速公路                       | 合川、潼南                                                                         | 102             |      |
| 三联                                             | 四川武胜至重庆潼南至四川安居高速公路             | 合川、潼南                                                                         | 35              |      |
| 四联                                             | 重庆璧山至四川武胜高速公路                       | 璧山、合川                                                                         | 78              |      |
| 五联                                             | 重庆合川至四川岳池高速公路                       | 合川                                                                               | 38              |      |
| 六联                                             | 重庆合川至四川广安至重庆长寿高速公路             | 合川、长寿                                                                         | 85              |      |
| 七联                                             | 涪陵环线高速公路                                 | 涪陵                                                                               | 25              |      |
| 八联                                             | 铜梁至永川高速公路                               | 铜梁、永川                                                                         | 56              |      |
| 九联                                             | 璧山至大足高速公路                               | 璧山、永川、大足                                                                   | 54              |      |
| 十联                                             | 四川安岳至重庆荣昌至四川合江高速公路             | 荣昌                                                                               | 53              |      |
| 十一联                                           | 重庆永川至四川自贡高速公路                       | 永川、荣昌                                                                         | 42              |      |
| 十二联                                           | 永川至江津高速公路                               | 永川、江津                                                                         | 51              |      |
| 十三联                                           | 重庆江津至贵州习水高速公路                       | 江津                                                                               | 71              |      |
| 十四联                                           | 江津至万盛高速公路                               | 江津、綦江、万盛                                                                   | 74              |      |
| 十五联                                           | 重庆綦江至贵州正安高速公路                       | 綦江、万盛、南川                                                                   | 69              |      |
| 十六联                                           | 南川合溪至大有高速公路                           | 南川                                                                               | 22              |      |
| 十七联                                           | 重庆巴南至贵州道真高速公路                       | 巴南、涪陵、南川                                                                   | 103             |      |
| 十八联                                           | 涪陵大顺至武隆平桥高速公路                       | 涪陵、武隆                                                                         | 38              |      |
| 十九联                                           | 南川西环高速公路                                 | 南川                                                                               | 11              |      |
| 二十联                                           | 重庆渝北至四川邻水至大竹至宣汉至重庆城口高速公路 | 渝北、长寿 、城口                                                                  | 45              |      |
| 二十一联                                         | 涪陵至万州高速公路                               | 涪陵、垫江、梁平、忠县、万州                                                       | 125             |      |
| 二十二联                                         | 涪陵江东至武隆白马高速公路                       | 涪陵、武隆                                                                         | 49              |      |
| 二十三联                                         | 四川大竹至重庆丰都至武隆至贵州道真高速公路       | 垫江、丰都、武隆                                                                   | 200             |      |
| 二十四联                                         | 重庆丰都至湖北利川高速公路                       | 丰都、石柱                                                                         | 79              |      |
| 二十五联                                         | 四川邻水至重庆黔江至湖北咸丰高速公路             | 垫江、梁平、忠县、石柱、彭水、黔江                                                 | 209             |      |
| 二十六联                                         | 四川大竹至重庆忠县高速公路                       | 垫江、忠县                                                                         | 72              |      |
| 二十七联                                         | 四川达州至重庆石柱高速公路                       | 达州、梁平、忠县、石柱                                                             | 83              |      |
| 二十八联                                         | 梁平至开州高速公路                               | 梁平、万州、开州                                                                   | 108             |      |
| 二十九联                                         | 忠县白石至石柱西沱高速公路                       | 忠县、石柱                                                                         | 35              |      |
| 三十联                                           | 重庆万州至四川达州高速公路                       | 万州                                                                               | 49              |      |
| 三十一联                                         | 重庆开州至湖北利川高速公路                       | 开州、万州                                                                         | 82              |      |
| 三十二联                                         | 重庆开州至四川宣汉高速公路                       | 开州                                                                               | 25              |      |
| 三十三联                                         | 重庆梁平至四川开江至重庆开州至巫山高速公路       | 梁平、开州、云阳、巫溪、巫山                                                       | 285             |      |
| 三十四联                                         | 开州至云阳高速公路                               | 开州、云阳                                                                         | 35              |      |
| 三十五联                                         | 重庆云阳至湖北利川高速公路                       | 云阳、万州                                                                         | 98              |      |
| 三十六联                                         | 重庆云阳至四川万源高速公路                       | 云阳、开州                                                                         | 55              |      |
| 三十七联                                         | 巫溪至云阳高速公路                               | 巫溪、奉节、云阳                                                                   | 149             |      |
| 三十八联                                         | 陕西镇坪至重庆奉节至湖北建始高速公路             | 巫溪、奉节、巫山                                                                   | 141             |      |
| 三十九联                                         | 重庆巫溪至四川万源高速公路                       | 巫溪、城口                                                                         | 143             |      |
| 四十联                                           | 丰都三合至武隆火炉高速公路                       | 丰都、武隆                                                                         | 79              |      |
| 四十一联                                         | 丰都暨龙至彭水棣棠高速公路                       | 丰都、彭水                                                                         | 37              |      |
| 四十二联                                         | 重庆石柱至贵州务川高速公路                       | 石柱、彭水                                                                         | 72              |      |
| 四十三联                                         | 重庆黔江至湖北利川高速公路                       | 黔江                                                                               | 32              |      |
| 四十四联                                         | 黔江至彭水高速公路                               | 黔江、彭水                                                                         | 91              |      |
| 四十五联                                         | 彭水善感至酉阳小坝高速公路                       | 彭水、酉阳                                                                         | 38              |      |
| 四十六联                                         | 湖北来凤至重庆秀山至贵州印江高速公路             | 酉阳、秀山                                                                         | 130             |      |
| 四十七联                                         | 重庆秀山至贵州沿河高速公路                       | 秀山、酉阳                                                                         | 46              |      |
| 四十八联                                         | 永川支线高速公路                                 | 永川                                                                               | 3               |      |
| 四十九联                                         | 重庆大足至四川内江高速公路                       | 大足、荣昌                                                                         | 32              |      |
| 五十联                                           | 重庆合川至四川华蓥高速公路                       | 合川                                                                               | 11              |      |
| 五十一联                                         | 重庆酉阳至贵州沿河高速公路                       | 酉阳                                                                               | 14              |      |
| 五十二联                                         | 重庆秀山至贵州松桃高速公路                       | 秀山                                                                               | 30              |      |
| 五十三联                                         | 重庆万盛至贵州桐梓高速公路                       | 万盛                                                                               | 11              |      |
| 五十四联                                         | 重庆綦江至贵州习水高速公路                       | 綦江                                                                               | 32              |      |
| 五十五联                                         | 长寿但渡至太平高速公路                           | 长寿                                                                               | 16              |      |
| 五十六联                                         | 涪陵支线高速公路                                 | 涪陵                                                                               | 11              |      |
| 五十七联                                         | 重庆大足至四川安岳高速公路                       | 大足                                                                               | 26              |      |
| 五十八联                                         | 荣昌环线高速公路                                 | 荣昌                                                                               | 8               |      |
| 五十九联                                         | 石柱西沱至冷水高速公路                           | 石柱                                                                               | 43              |      |
| 六十联                                           | 万州三正至云阳清水高速公路                       | 云阳、万州                                                                         | 125             |      |

## 路线列表

### 国家高速公路（重庆境）
通车状态： 已通车 、 部分通车/在建 、 规划 
| 编号                    | 全称 （简称）                             | 类别       | 组成路段 | 全长 （公里）                     | 主要途径地点 | 备注 |
| ----------------------- | ----------------------------------------- | ---------- | --- | --------------------------------- | --- | --- |
|                         | 上海至成都高速公路 （沪蓉高速）           | 横线主线   | 巫奉高速 （巫山—奉节） 奉云高速 （奉节—云阳） 万云高速 （云阳—万州） 渝万高速 （万州—垫江） 邻垫高速 （垫江—邻水） | 345                               | 楚阳隧道（渝鄂界）—奉节青莲铺 奉节青莲铺—云阳庙中 云阳庙中—万州青杠磅 万州青杠磅—垫江太平互通 垫江太平互通—明月山隧道（渝川界） | |
| [ 註 3 ]                | 武汉至重庆高速公路 （武渝高速）           | 横线联络线 | 巴南双河口至麻柳嘴 麻柳嘴至涪陵水磨滩                                                                              | 297                               | 巴南双河口－涪陵水磨滩 | 通过长寿长江三桥过江                                                                                              |
| [ 註 3 ]                | 武汉至重庆高速公路 （武渝高速）           | 横线联络线 | 沿江高速北线 （涪陵－万州）                                                                                        | 297                               | 涪陵－丰都－忠县－万州 | |
| [ 註 3 ]                | 武汉至重庆高速公路 （武渝高速）           | 横线联络线 | 恩广高速 （共线）                                                                                                  | 297                               | 万州 | 通过新田长江大桥过江                                                                                              |
| [ 註 3 ]                | 武汉至重庆高速公路 （武渝高速）           | 横线联络线 | 沿江高速南线 （万州－巴东）                                                                                        | 297                               | 万州－云阳－奉节－巫山－巫山笃坪 （渝鄂界）                                                                                     | |
|                         | 上海至重庆高速公路 （沪渝高速）           | 横线主线   | 内环快速（北环－东环）                                                                                             | 273                               | 重庆北环－重庆东环 | |
| 渝宜高速 （东环－垫江） | 上海至重庆高速公路 （沪渝高速）           | 横线主线   | 重庆东环－长寿－垫江                                                                                               | 273                               | | |
| 垫江至忠县              | 上海至重庆高速公路 （沪渝高速）           | 横线主线   | 垫江－忠县 | 273                               | | |
| 忠县至石柱              | 上海至重庆高速公路 （沪渝高速）           | 横线主线   | 忠县－石柱－石柱冷水（渝鄂界）                                                                                     | 273                               | 与 张南高速石柱至忠县段共线62公里                                                                                               | |
|                         | 重庆市绕城高速公路 （重庆绕城高速）       | 城市环线   | 重庆绕城高速 | 187.96                            | 鱼嘴－王家－北碚－青木关－走马－西彭－江津－一品－南彭－迎龙－鱼嘴                                                              | |
|                         | 恩施至广元高速公路 （恩广高速）           | 横线联络线 | 开江至万州至利川 （万州－利川）                                                                                    | 108                               | 田家垭口（鄂渝界）－万州－开州南雅－猴子岩（渝川界）                                                                            | 与 沪蓉高速万州境共线22公里 与 银百高速万州境共线9公里                                                            |
| 万州－南雅              | 恩施至广元高速公路 （恩广高速）           | 横线联络线 | | 108                               | 田家垭口（鄂渝界）－万州－开州南雅－猴子岩（渝川界）                                                                            | 与 沪蓉高速万州境共线22公里 与 银百高速万州境共线9公里                                                            |
| 川渝界－南雅            | 恩施至广元高速公路 （恩广高速）           | 横线联络线 | | 108                               | 田家垭口（鄂渝界）－万州－开州南雅－猴子岩（渝川界）                                                                            | 与 沪蓉高速万州境共线22公里 与 银百高速万州境共线9公里                                                            |
|                         | 重庆至成都高速公路 （渝蓉高速）           | 横线联络线 | 成渝高速复线 | 78.56                             | 沙坪坝－璧山－铜梁－大足（渝川界）                                                                                              | |
|                         | 石柱至重庆高速公路 （石渝高速）           | 横线并行线 | 重庆南岸至丰都 | 171                               | 南岸迎龙－涪陵-丰都高家 | 与 银百高速石柱至涪陵段共线46公里                                                                                 |
| 丰都至石柱              | 石柱至重庆高速公路 （石渝高速）           | 横线并行线 | 丰都高家-石柱 | 171                               | | 与 银百高速石柱至涪陵段共线46公里                                                                                 |
|                         | 张家界至南充高速公路 （张南高速）         | 纵线联络线 | 黔江至恩施 | 177                               | 水井槽（湘渝界）－黔江 | |
| 石柱至黔江              | 张家界至南充高速公路 （张南高速）         | 纵线联络线 | 黔江－石柱 | 177                               | | |
| 梁平至石柱              | 张家界至南充高速公路 （张南高速）         | 纵线联络线 | 石柱－忠县－梁平（渝川界）                                                                                         | 177                               | 与 沪渝高速石柱与忠县段共线62公里                                                                                               | |
|                         | 包头至茂名高速公路 （包茂高速）           | 纵线主线   | 渝邻高速 | 495                               | 渝北草坝场（川渝界）－统景－重庆东环                                                                                            | 与 沪渝高速唐家沱至东环共线7公里                                                                                  |
| 内环快速 （东环－南环） | 包头至茂名高速公路 （包茂高速）           | 纵线主线   | 重庆东环－重庆南环                                                                                                 | 495                               | | |
| 渝湘高速                | 包头至茂名高速公路 （包茂高速）           | 纵线主线   | 重庆南环－南彭－南川－武隆－彭水－酉阳－秀山－秀山洪安（渝湘界）                                                   | 495                               | 与 银百高速南川至武隆平桥段共线30公里                                                                                           | |
|                         | 银川至百色高速公路 （银百高速）           | 纵线主线   | 城口至岔溪口（陕渝界）                                                                                             | 300                               | 岔溪口（陕渝界）－城口北屏 | 在建 |
| 城口至开州              | 银川至百色高速公路 （银百高速）           | 纵线主线   | 城口北屏－开州赵家坝                                                                                               | 300                               | | |
| 涪陵至开州              | 银川至百色高速公路 （银百高速）           | 纵线主线   | 开州赵家坝－万州－忠县－丰都－涪陵龙桥                                                                             | 300                               | 与 银百高速石柱朱家沟至涪陵龙桥段共线51公里                                                                                     | |
| 三环高速 （涪陵－武隆） | 银川至百色高速公路 （银百高速）           | 纵线主线   | 涪陵龙桥－武隆平桥                                                                                                 | 300                               | 与 包茂高速武隆平桥至南川段共线30公里                                                                                           | |
| 南川至道真              | 银川至百色高速公路 （银百高速）           | 纵线主线   | 南川－福寿场（渝黔界）                                                                                             | 300                               | 与 包茂高速武隆平桥至南川段共线30公里                                                                                           | |
|                         | 安康至来凤高速公路 （安来高速）           | 纵线联络线 | 镇坪至巫溪 | 142                               | 鸡心岭（陕渝界）－巫溪 | 在建，预计2022年开通                                                                                              |
| 巫溪至奉节              | 安康至来凤高速公路 （安来高速）           | 纵线联络线 | 巫溪－奉节 | 142                               | | |
| 奉节至建始              | 安康至来凤高速公路 （安来高速）           | 纵线联络线 | 奉节－新营（渝鄂界）                                                                                               | 142                               | | |
|                         | 兰州至海口高速公路 （兰海高速）           | 纵线主线   | 渝武高速 | 229                               | 合川钱塘（川渝界）－合川－北碚－重庆北环                                                                                        | |
| 内环快速（北环－南环）  | 兰州至海口高速公路 （兰海高速）           | 纵线主线   | 重庆北环－重庆南环                                                                                                 | 229                               | | |
| 渝黔高速                | 兰州至海口高速公路 （兰海高速）           | 纵线主线   | 重庆南环－綦江－崇溪河（渝黔界）                                                                                   | 229                               | | |
| [ 18 ]                  | 重庆至贵阳高速公路 （渝筑高速）           | 纵线并行线 | 渝黔高速扩能 | 99.9                              | 巴南忠兴－万盛－綦江安稳（渝黔界）                                                                                              | 2021年通车 |
|                         | 银川至昆明高速公路 （银昆高速）           | 纵线主线   | 渝广高速 | 184                               | 张家祠堂（川渝界）－北碚复兴 | 与 重庆绕城高速共线16公里                                                                                         |
| 成渝高速                | 银川至昆明高速公路 （银昆高速）           | 纵线主线   | 九龙坡－璧山－永川－荣昌－五富（渝川界）                                                                           | 184                               | 与 广泸高速永川至荣昌段共线35公里                                                                                               | |
|                         | 广安至泸州高速公路 （广泸高速）           | 纵线联络线 | 渝武高速 三环高速 （合川－永川） 成渝高速 （永川－荣昌）                                                           |                                   | 合川钱塘（川渝界）－铜梁－永川－荣昌                                                                                            | 与 兰海高速合川段共线35公里 与三环高速合川至永川段共线 与 银昆高速永川至荣昌段共线35公里                          |
| 荣泸高速                | 广安至泸州高速公路 （广泸高速）           | 纵线联络线 | 荣昌－梧桐寺（渝川界）                                                                                             | 与 广泸高速永川至荣昌段共线35公里 | | |
|                         | 成渝地区环线高速公路 （成渝环线高速）     | 地区环线   | 遂渝高速 | 160                               | 图家湾（川渝界）－潼南－铜梁－沙坪坝青木关                                                                                      | 与 重庆绕城高速共线26公里                                                                                         |
| 重庆至泸州              | 成渝地区环线高速公路 （成渝环线高速）     | 地区环线   | 九龙坡槽坊－江津－塘河（渝川界）                                                                                   | 160                               | | 与 重庆绕城高速共线26公里                                                                                         |
| [ 註 6 ]                | 重庆都市圈环线高速公路 （重庆都市圈环线） | 都市圈环线 | 长涪高速 | 20                                | 长寿桃花街互通－涪陵马鞍互通 | 马鞍互通至涪陵长江大桥北桥头段单独划出为涪长高速三环支线高速                                                      |
| [ 註 6 ]                | 重庆都市圈环线高速公路 （重庆都市圈环线） | 都市圈环线 | 南涪高速 | 55                                | 马鞍互通－梓里－武隆平桥－南川双河口互通                                                                                        | 通过青草背长江大桥过江，其中涪陵龙桥互通至南川大铺子互通段与 银百高速共线 与 包茂高速共线至南川互通与南万段对接   |
| [ 註 6 ]                | 重庆都市圈环线高速公路 （重庆都市圈环线） | 都市圈环线 | 南万高速 | 30                                | 南川互通－万盛万盛互通 | |
| [ 註 6 ]                | 重庆都市圈环线高速公路 （重庆都市圈环线） | 都市圈环线 | 綦万高速 | 32                                | 万盛互通－綦江母家湾互通 | 与 兰海高速共线至綦江南互通与江綦段对接                                                                           |
| [ 註 6 ]                | 重庆都市圈环线高速公路 （重庆都市圈环线） | 都市圈环线 | 江綦高速 | 49                                | 綦江南互通－江津先锋互通 | 与 成渝环线高速共线至慈云北枢纽与永江段对接                                                                       |
| [ 註 6 ]                | 重庆都市圈环线高速公路 （重庆都市圈环线） | 都市圈环线 | 永江高速 | 16                                | 江津油溪－永川陈食 | 与合津高速于油溪大桥共线跨越长江 与九永高速公路共线至双竹互通与铜永段对接                                         |
| [ 註 6 ]                | 重庆都市圈环线高速公路 （重庆都市圈环线） | 都市圈环线 | 铜永高速 | 66                                | 永川双竹互通－大足万古－铜梁铜梁枢纽                                                                                            | 与 广泸高速共线                                                                                                   |
| [ 註 6 ]                | 重庆都市圈环线高速公路 （重庆都市圈环线） | 都市圈环线 | 铜合高速 | 30                                | 铜梁枢纽－合川沙溪互通 | 与 广泸高速共线                                                                                                   |
| [ 註 6 ]                | 重庆都市圈环线高速公路 （重庆都市圈环线） | 都市圈环线 | 合长高速 | 74                                | 合川沙溪互通－刘家湾枢纽 | 合长高速全线于2021年10月18日通车 清平段于2018年通车 北碚段与 银昆高速共线 与 沪渝高速共线至桃花街互通和长涪段对接 |

### 省级高速公路（渝高速）
通车状态： 已通车 、 部分通车/在建 、 规划 
| 编号             | 全称 （简称）                                           | 组成路段                                   | 全长 （公里）                      | 主要途径地点                                                           | 备注                                                                               |
| 射线高速         | 射线高速                                                | 射线高速                                   | 射线高速                           | 射线高速                                                               | 射线高速                                                                           |
| ---------------- | ------------------------------------------------------- | ------------------------------------------ | ---------------------------------- | ---------------------------------------------------------------------- | ---------------------------------------------------------------------------------- |
|                  | 重庆－邻水复线高速公路 （渝邻复线高速）                 | 渝北至邻水                                 | 31                                 | 渝北石船－长寿万顺（渝川界）                                           |                                                                                    |
|                  | 重庆－长沙复线高速公路 （渝湘复线高速）                 | 重庆巴南至张家界                           | 320                                | 巴南惠民－南川－武隆－彭水－酉阳－酉阳可达（渝川界）                   | 酉阳铜西至酉州段已通车 除彭水隧道外已通车 预计2026年全线通车                       |
|                  | 重庆－赤水高速公路 （渝赤高速）                         | 江津至赤水高速                             | 60                                 | 江津珞璜－蔡家－中山 （渝川界）                                        | 联络 重庆绕城高速与 银昆高速 对接四川 渝叙筠高速                                   |
|                  | 重庆－泸州高速公路 （渝泸高速）                         | 江津至泸州北线高速                         | 67                                 | 九龙坡陶家－江津－永川朱沱 （渝川界）                                  | 预计2024年通车                                                                     |
|                  | 重庆－泸州复线高速公路 （渝泸复线高速）                 | 九永高速                                   | 69                                 | 九龙坡走马－永川来苏 （渝川界）                                        | 原编号 对接四川 泸永高速（拟建）                                                   |
|                  | 重庆－乐山高速公路 （渝乐高速）                         | 北碚至铜梁                                 | 13                                 | 北碚歇马－铜梁蒲吕                                                     | 与渝遂复线高速共同组成遂渝高速扩能项目                                             |
| 铜梁至安岳       | 重庆－乐山高速公路 （渝乐高速）                         | 50                                         | 铜梁蒲吕－潼南卧佛（渝川界）       | 对接四川 铜荥高速（拟建）                                              |                                                                                    |
|                  | 重庆－资阳高速公路 （渝资高速）                         | 渝武高速扩能                               | 138                                | 北碚蔡家－合川草街                                                     |                                                                                    |
| 合安高速         | 重庆－资阳高速公路 （渝资高速）                         | 合川草街（三环）－潼南－潼南崇龛（渝川界） | 138                                | 双江枢纽至崇龛段于2021年4月通车 2021年12月全线通车 对接四川 成资渝高速 |                                                                                    |
| 横线高速         |                                                         |                                            |                                    |                                                                        |                                                                                    |
|                  | 巫溪－梁平高速公路 （溪梁高速）                         | 巫云开高速                                 | 119                                | 巫溪－云阳江口－开州                                                   | 联络 银百高速与 安来高速 开州至沙市段已通车                                        |
| 开州至梁平       | 巫溪－梁平高速公路 （溪梁高速）                         | 95                                         | 开州赵家－岳溪－复平－梁平         | 联络 沪蓉高速与 银百高速 预计2024年通车                                |                                                                                    |
|                  | 开州－宣汉高速公路 （开宣高速）                         | 开州至宣汉                                 | 25                                 | 开州－宣汉（渝川界）                                                   | 联络 银昆高速与 兰海高速 预计“十四五”开工                                          |
|                  | 开州－开江高速公路 （开开高速）                         | 开州至开江                                 | 32                                 | 开州－开州南雅                                                         | 与 广泸高速共线至开江                                                              |
|                  | 黔江－务川高速公路 （黔务高速）                         | 黔江绕城高速                               | 20                                 |                                                                        |                                                                                    |
| 黔江至彭水至务川 | 黔江－务川高速公路 （黔务高速）                         | 85                                         | 黔江（鄂渝界）－彭水镇南（渝黔界） | 衔接贵州务彭高速                                                       |                                                                                    |
|                  | 秀山－沿河高速公路 （秀沿高速）                         | 秀山至沿河                                 | 46                                 | 秀山清溪－沿河（渝黔界）                                               |                                                                                    |
|                  | 长寿－统景旅游高速公路 （长统旅游高速）                 | 长寿湖高速                                 | 10                                 | 长寿湖－长寿湖枢纽                                                     |                                                                                    |
| 长寿至统景       | 长寿－统景旅游高速公路 （长统旅游高速）                 | 43                                         | 长寿湖枢纽－渝北统景               |                                                                        |                                                                                    |
|                  | 涪陵－长寿高速三环支线高速公路 （涪长高速三环支线高速） | 马鞍至黄旗                                 | 13                                 | 涪陵马鞍（三环）－黄旗                                                 | 原长涪高速至涪陵城区段，三环成环后改为支线                                         |
|                  | 丰都－巴南高速公路 （丰巴高速）                         | 丰都至白涛                                 |                                    | 丰都三合－涪陵白涛                                                     | 衔接 石渝高速                                                                      |
| 梓白高速         | 丰都－巴南高速公路 （丰巴高速）                         | 12                                         | 涪陵白涛－梓里                     | 2020年通车                                                             |                                                                                    |
| 白涛至巴南       | 丰都－巴南高速公路 （丰巴高速）                         |                                            | 涪陵梓里－大顺－巴南蒲市           | 衔接 重庆绕城高速                                                      |                                                                                    |
|                  | 平桥－龙潭高速公路 （平龙高速）                         | 平桥至龙潭                                 | 26                                 | 武隆平桥－涪陵大顺                                                     | 预计2026年建成 联络 银百高速与 丰巴高速                                            |
|                  | 武胜－潼南高速公路 （武潼高速）                         | 潼南至武胜                                 | 50                                 | 武胜（川渝界）－潼南龙形                                               | 衔接 潼荣高速 对接四川 南合高速（拟建）                                            |
|                  | 双槐－钱塘高速公路 （双钱高速）                         | 合川双槐至钱塘                             | 29                                 | 合川双槐－钱塘                                                         | 联络 银昆高速与 兰海高速                                                           |
|                  | 重庆－遂宁复线高速公路 （渝遂复线高速）                 | 蒲吕至太平                                 | 14                                 | 铜梁蒲吕－太平                                                         | 与渝乐高速歇马至蒲吕段共同组成遂渝高速扩能项目                                     |
| [ 註 8 ]         | 大足－内江高速公路 （大内高速）                         | 大足至内江                                 | 32                                 | 大足三驱－荣昌吴家（渝川界）                                           | 2021年开通 对接四川 内荣高速                                                       |
|                  | 永川－大足高速公路 （永大高速）                         | 大足至永川                                 | 38                                 | 永川双石－双桥－大足龙石                                               | 联络成渝高速与潼荣高速                                                             |
|                  | 大安－双石高速公路 （大双高速）                         | 大安至双石                                 | 47                                 | 永川大安－双石                                                         |                                                                                    |
| 纵线高速         |                                                         |                                            |                                    |                                                                        |                                                                                    |
|                  | 城口－巫山高速公路 （城巫高速）                         | 城口至巫溪                                 |                                    | 万源（川渝界）－城口－巫溪                                             | 对接四川 成万高速万源至城口段                                                      |
| 两巫高速         | 城口－巫山高速公路 （城巫高速）                         | 47                                         | 巫溪－大昌－巫山                   | 巫溪至大昌段已通车 大昌至巫山段预计2021年通车                          |                                                                                    |
| 巫山至官渡       | 城口－巫山高速公路 （城巫高速）                         | 45                                         | 巫山－官渡                         | 通过巫山长江二桥过江                                                   |                                                                                    |
|                  | 城口－宣汉高速公路 （城宣高速）                         | 城口至宣汉                                 | 17                                 | 城口蓼子－宣汉（渝川界）                                               | 作为城口至宣汉至大竹至邻水至渝北高速公路组成部分                                   |
|                  | 云阳－利川高速公路 （云利高速）                         | 江龙高速                                   | 70                                 | 云阳江口－龙角                                                         | 衔接溪梁高速，通过云阳复兴长江大桥过江 预计2023年通车                              |
| 龙角至利川       | 云阳－利川高速公路 （云利高速）                         | 28                                         | 龙角－龙缸（渝鄂界）               | 衔接 恩广高速                                                          |                                                                                    |
|                  | 梁平－石柱高速公路 （梁石高速）                         | 梁平至石柱                                 | 150                                | 梁平新盛（川渝界）－石柱西沱－石柱                                     | 衔接开梁高速进入四川，通过西沱长江大桥过江                                         |
|                  | 开江－梁平高速公路 （开梁高速）                         | 开江至梁平                                 | 46                                 | 梁平新盛（川渝界）－云龙                                               | 联络 沪蓉高速与 恩广高速 对接四川 开梁高速                                         |
| [ 註 9 ]         | 秀山－松桃高速公路 （秀松高速）                         | 秀山至松桃                                 | 30                                 | 秀山官庄－两河口（渝黔界）                                             | 2016年通车 衔接松铜高速进入贵州                                                    |
|                  | 酉阳－秀山高速公路 （酉秀高速）                         | 来凤至酉阳至秀山                           | 82                                 | 酉阳五福（鄂渝界）－秀山                                               | 预计2027年建成                                                                     |
| 秀山至印江       | 酉阳－秀山高速公路 （酉秀高速）                         | 45                                         | 秀山－秀山隘口（渝黔界）           |                                                                        | 预计2027年建成                                                                     |
| [ 註 10 ]        | 酉阳－沿河高速公路 （酉沿高速）                         | 酉阳至沿河                                 | 31                                 | 酉阳铜西－小河（渝黔界）                                               | 铜西至酉州段已划归渝湘复线高速                                                     |
|                  | 利川－黔江高速公路 （利黔高速）                         | 利川至黔江                                 | 42                                 | 黔江黎水（鄂渝界）－白石                                               | 预计2026年建成 联络 沪渝高速与 张南高速                                            |
|                  | 石柱－彭水高速公路 （石彭高速）                         | 石柱－彭水                                 | 72                                 | 石柱马武－彭水阿依河                                                   | 联络 包茂高速与 张南高速                                                           |
|                  | 垫江－武隆高速公路 （垫武高速）                         | 垫江至丰都至武隆                           | 165                                | 垫江（川渝界）－丰都－武隆                                             | 通过兴义长江大桥过江，预计2025年建成 对接四川 大垫高速                             |
| 武隆至道真       | 垫江－武隆高速公路 （垫武高速）                         | 32                                         | 武隆－武隆浩口（渝黔界）           | 预计2026年建成                                                         |                                                                                    |
|                  | 白涛－白马高速公路 （涛白高速）                         | 白涛至白马                                 | 22                                 | 涪陵白涛－武隆白马                                                     | 预计2026年建成 联络 包茂高速与丰巴高速                                             |
|                  | 长寿－巴南高速公路 （长巴高速）                         | 长寿至巴南                                 | 72                                 | 长寿－涪陵新妙－巴南麻柳嘴－接龙                                       | 通过石沱长江大桥过江                                                               |
|                  | 南川－两江新区高速公路 （南两高速）                     | 南川至两江新区                             | 77                                 | 渝北箭沱湾互通－涪陵新妙－南川                                         | 2020年通车，通过太洪长江大桥过江 对接三环合长高速（在建） 联络 沪渝高速与 银百高速 |
| 南川大有至合溪   | 南川－两江新区高速公路 （南两高速）                     | 21                                         | 南川大有－合溪（渝黔界）           | 与 银百高速南川至大有段共线 与万正高速共线进入贵州                     |                                                                                    |
|                  | 渝北－长寿复线高速公路 （渝长复线高速）                 | 渝北至长寿                                 | 53                                 | 江北复盛－长寿长梁互通                                                 | 2021年通车 与 沪渝高速平行分流 通过连接道经黄桷沱大桥连接内环                      |
|                  | 万盛－正安高速公路 （万正高速）                         | 万盛至正安                                 | 72                                 | 綦江隆盛－南川合溪（渝黔界）                                           | 预计2025年建成 与南两高速共线进入贵州                                              |
|                  | 万盛－桐梓高速公路 （万桐高速）                         | 万盛至桐梓                                 | 26                                 | 万盛青年－羊蹬（渝黔界）                                               | 预计2025年建成                                                                     |
|                  | 綦江－习水高速公路 （綦习高速）                         | 綦江至习水                                 | 32                                 | 綦江安稳－习水（渝黔界）                                               |                                                                                    |
|                  | 澄江支线高速公路 （澄江支线高速）                       | 合川至华蓥                                 |                                    | 华蓥（川渝界）－合川小沔                                               | 2020年通车 对接四川 通广高速                                                       |
| 草街至澄江       | 澄江支线高速公路 （澄江支线高速）                       | 2.7                                        | 合川草街－澄江                     | 作为渝武高速公路复线支线                                               |                                                                                    |
| 澄江至七塘       | 澄江支线高速公路 （澄江支线高速）                       |                                            | 合川澄江－璧山七塘                 | 对接合津高速                                                           |                                                                                    |
|                  | 合川－江津高速公路 （合津高速）                         | 合川西环线                                 | 210                                | 合川十塘－大石                                                         | 联络渝资高速与三环高速铜合段 预计2024年通车                                        |
| 合璧高速         | 合川－江津高速公路 （合津高速）                         | 合川大石－璧山                             | 210                                |                                                                        |                                                                                    |
| 璧津高速         | 合川－江津高速公路 （合津高速）                         | 璧山－江津慈云                             | 210                                | 与三环高速于油溪大桥共线跨越长江 于2025年2月28日开通                   |                                                                                    |
| 江习高速         | 合川－江津高速公路 （合津高速）                         | 江津慈云－蔡家－四面山（渝黔界）           | 210                                | 原编号                                                                 |                                                                                    |
|                  | 璧山－永川高速公路 （璧永高速）                         | 永川至璧山                                 | 27                                 | 璧山大兴－永川滴水岩                                                   | 联络 银昆高速与合津高速                                                            |
|                  | 永川－合江高速公路 （永合高速）                         | 三环高速 （永川－江津段）                  | 39                                 | 永川－朱沱－江津塘河                                                   | 通过永川长江大桥过江，现状江永段 联络 银昆高速与渝泸复线高速                       |
| [ 註 12 ]        | 潼南－荣昌高速公路 （潼荣高速）                         | 潼南至大足至荣昌                           | 139                                | 楠木湾（川渝界）－潼南－大足－荣昌                                     |                                                                                    |
|                  | 荣昌吴家－古昌高速公路 （吴古高速）                     | 荣昌至吴家                                 | 27                                 | 荣昌吴家－古昌                                                         |                                                                                    |
| 城市环线高速     |                                                         |                                            |                                    |                                                                        |                                                                                    |
|                  | 荣昌区绕城高速公路 （荣昌绕城高速）                     | 荣昌东南环高速                             | 20                                 | 荣昌清升－峰高                                                         | 联络 银昆高速与 广泸高速                                                           |
|                  | 南川区绕城高速公路 （南川绕城高速）                     | 南川西环高速                               | 11                                 | 南川蔡坝－兴隆                                                         | 联络 包茂高速与南两高速                                                            |
|                  | 綦江区绕城高速公路 （綦江绕城高速）                     | 綦江绕城高速                               | 34                                 | 綦江新盛－綦江南                                                       | 联络 兰海高速与三环高速                                                            |

## 链接
- 重庆高速公路发展有限公司
- 重庆高速公路规划──“三环十射三连线” （页面存档备份，存于）